# Svetac
Svetac (kroatisch: Heiliger), auch Sveti Andrija (deutsch: Heiliger Andreas) ist eine kroatische Insel in der Adria. Sie gehört innerhalb der Gespanschaft Split-Dalmatien zur Gemeinde Komiža.
Svetac liegt ca. 25 km westlich von Vis und war einige Jahre nicht bewohnt. Noch 1951 gab auf Svetac 51 Einwohner, 2001 noch einen Bewohner, 2011 keinen und 2021 wieder zwei. Die Insel ist im Privatbesitz der Familie Zanki. Svetac war seit Jahrhunderten besiedelt und spielte eine wichtige Rolle als Navigationspunkt in der Adria. Die ältesten, archäologischen Zeichen einer Besiedlung finden sich in der Tovorski-Bod-Höhle im Südteil der Insel.  Auf der Insel finden sich Reste byzantinischer Bebauung. Im Osten existierte früher eine illyrische Siedlung namens Kraljicin.
Svetac besteht hauptsächlich aus Kalksteinen der Oberkreide, dominant sind ein Rudistenkalkstein, der fest und dicht ist, und ein Dolomit. Am Nordrand tritt in geringem Umfang ein kreidezeitlicher plattiger Kalkstein auf und als Strandgeröll eine Kalkbreckzie vermischt mit einem kalkigen Sandstein. Nahe der Westküste und etwa 1500 m entfernt befindet sich ein einzelner Fels im Meer, der Kamik, ebenso aus dolomitischem Kalkstein. Im Südwesten von Svetac, fast vier Kilometer in Richtung Biševo gelegen, ragt der Felsen Brusnik (italienisch Mellisello) aus dem Meer. Er besteht aus einem gabbroiden Gestein.
Die Insel ist dicht bewachsen; die Vegetation ist mediterran. Dominierende Baumarten sind die Steineiche und die Aleppo-Kiefer. Die Küste ist meist steil abfallend. Um die Insel werden schnell Tiefen von 100 m erreicht. Auf Svetac und dem vorgelagerten Eiland Kamik nistet der Eleonorenfalke, auch andere seltene Vogelarten sind heimisch.
Die auf manchen Karten für die Insel Svetac verwendete Bezeichnung Sveti Andrija kann leicht zur Verwechslung mit der Insel Sveti Andrija vor Dubrovnik führen.